# 청송 이씨
청송 이씨(靑松李氏)는 경상북도 청송군을 본관으로 하는 한국의 성씨이다.

## 역사
시조 이덕부(李德富)는 벽진 이씨의 시조 이충언(李悤言)의 후손으로 전해지며, 부정(副正)직을 지냈다. 그의 5세손 이우(李祐)는 이후 청송군(靑松君)에 봉해졌다.

## 참고 자료
- “청송이씨(靑松李氏)”. 뿌리를 찾아서.[깨진 링크(과거 내용 찾기)]